# Louis-Ghislain de Bouteville du Metz
Pour les articles homonymes, voir Bouteville (homonymie).
 (août 2022).
Louis-Ghislain de Bouteville du Metz, seigneur du Metz, est un homme politique et magistrat français, né à Albert (Somme) le 28 avril 1746 et mort à Paris le 9 avril 1821.

## Biographie
Il est issu d'une famille de notables de Péronne qui compte plusieurs conseillers à l’Élection et maïeurs de cette ville. Il est avocat au bailliage de Péronne et président aux traites foraines de Péronne.  
Après avoir épousé sa cousine Charlotte-Henriette-Angélique Auberlique, il meurt sans descendance. 

### Carrière politique

#### Député de la Somme pendant la Révolution
Il est élu le 3 avril 1789 député du tiers état du bailliage de Péronne aux États généraux de 1789. 
En 1790, il devient président de l'Assemblée nationale puis secrétaire de l'Assemblée et commissaire pour l'aliénation des biens domaniaux.
Pendant la Terreur, il est arrêté en 1794 à Péronne comme ci-devant noble, puis libéré après le 9 thermidor.
Sous le Directoire, il est chargé de missions militaires et administratives. Il est élu député de la Somme au Conseil des Anciens puis Conseil des Cinq-Cents. 

#### Commissaire du gouvernement français en Belgique
Devenu conseiller du ministre de la Justice, Merlin de Douai, il est nommé commissaire du gouvernement français en Belgique du 22 novembre 1795 au 20 janvier 1797 en remplacement de Portiez de l'Oise et Pérès de la Haute-Garonne. Sa mission est de composer les administrations, de surveiller leur fonctionnement, de les guider dans l'exécution des lois. Parallèlement, il s'occupe de l'organisation de la gendarmerie commencée sous ses prédécesseurs lui permettant d'assurer la tranquillité publique. Il assure la publication des lois françaises et établit une correspondance journalière avec les administrations et les tribunaux. La moindre difficulté administrative lui est soumise, il est le relais obligé entre les autorités des départements réunis et le gouvernement français. À ce titre, il engage d'importants prélèvements financiers dans les territoires belges réorganisés afin de financer l'effort de guerre de la République française assaillie de toutes parts.  
Il est démis de ses fonctions à la suite d'une cabale en pluviôse an V.
Citation : 
«La Belgique, est un pays immensément riche sous tous les rapports. Elle est la véritable ressource pour la restauration de nos finances.»

#### Membre du Tribunat
Après le coup d'État du 18 brumaire, il entre au Tribunat sous le Consulat du 25 décembre 1799 jusqu'en l'an XII. 
Il est député pendant les Cent-Jours.

### Carrière judiciaire
Il est successivement substitut du commissaire près le Tribunal de Cassation, juge à la cour d'appel d'Amiens puis président de cette même Cour.

## Hommage posthume
Dans un des salons de l'Assemblée nationale à Paris figure un portrait de Ghislain de Bouteville et un panneau retraçant sa vie.

## Pour approfondir